# ديكانوات الناندرولون
ديكانوات الناندرولون الذي يباع بأسماء تجارية شتى (منها ديكادورابولين Deca-Durabolin)، هو أندروجين وستيرويد أيضي يستخدم بشكل أساسي في علاج فقر الدم ومتلازمات الهزال وهشاشة العظام لدى النساء بعد سن انقطاع الطمث. يُعطى العلاج بديكانوات الناندرولون عن طريق الحقن العضلي أو تحت الجلد مرة واحدة كل أسبوع إلى أربعة أسابيع.
قد تشمل الآثار الجانبية للعلاج بديكانوات الناندرولون أعراض الرجولة مثل حب الشباب وزيادة نمو الشعر والتغيرات الصوتية وزيادة الرغبة الجنسية. يعتبر هذا الدواء أندروجينًا صناعيًا وستيرويدًا ابتنائيًا، لذا فهو محرض أو ناهض للمستقبلات الأندروجينية، وهي المستهدف الحيوي للأندروجينات (كالتستوستيرون والديهيدروستيرون). يمتلك العلاج بديكانوات الناندرولون تأثيرات ابتنائية قوية وأندروجينية ضعيفة، ما يسمح باستخدامها عند النساء والأطفال باعتبار تأثيراته الجانبية ضئيلة مقارنةً بفوائدها البانية. تُصنّف مادة ديكانوات الناندرولون ضمن استرات الناندرولون، ويُعتبر دواء أوليًا طويل الأمد للناندرولون في الجسم.
وُصِف دواء ديكانوات الناندرولون أول مرة في عام 1960، وبدأ الاستخدام الطبي له في عام 1962، إذ كان ثاني استرات الناندرولون المتاحة للاستخدام بعد فينيل بروبيونات الناندرولون في عام 1959، فأصبح أحد استرات الناندرولون وأحد الستيرويدات الابتنائية الأكثر استخدامًا في جميع أنحاء العالم. تُستخدم مادة ديكانوات الناندرولون -بالإضافة إلى استخدامها الطبي- في تحسين الأداء والشكل البدني، ويقال إنها أكثر أنواع الستيرويدات الابتنائية المستخدمة لهذا الغرض. يخضع هذا الدواء للرقابة في العديد من البلدان، فيعتبر الاستخدام غير الطبي غير قانوني بشكل عام.

## الاستخدام الطبي
صرحت الولايات المتحدة الأمريكية استخدام ديكانوات الناندرولون لعلاج فقر الدم المرافق للقصور الكلوي المزمن على وجه التحديد، بينما صرحت المملكة المتحدة استخدامه لعلاج هشاشة العظام عند النساء بعد انقطاع الطمث على وجه التحديد. صرحت أستراليا استخدامه في علاج القصور الكلوي ومرض الكلى المزمن وفقر الدم الناتج عن القصور الكلوي وفقر الدم اللاتنسجي وهشاشة العظام (عندما يكون الإستروجين مضاد استطباب) وسرطان الثدي غير القابل للجراحة والمرضى الذين يتلقون علاجًا طويل الأجل بالستيرويدات القشرية. صرحت نيوزيلندا استخدامه في هشاشة العظام وسرطان الثدي غير القابل للعلاج الجراحي، ويستخدم مساعدًا للعلاج في الحالات التي تترافق بتوازن نيتروجين السلبي. يستخدم الدواء بشكل غير مصرح به للحفاظ على الكتلة العضلية في المرضى المصابين بفيروس نقص المناعة البشرية المكتسب (أي الإيدز) وفي متلازمات الهزال الأخرى.
وُصِفَ دواء ديكانوات الناندرولون واستُخدِمَ لعلاج مجموعة متنوعة من الحالات الأخرى التي تضمنت استخدامها لزيادة الوزن قبل العمل الجراحي وبعده ولتدبير نقص الوزن خلال فترة النقاهة أو المرض ولأعراض الشيخوخة (مثل الضعف العام والتعب) وللحروق والرضوض الشديدة والقرحات، وفي حالات محددة من فشل النمو لدى الأطفال. عُدِّلَت دواعي استعمال ديكانوات الناندرولون ابتداءً من السبعينيات؛ فأصبح استخدامها أكثر انتقائية، واستمر الاستخدام الطبي في الانخفاض إلى أن توقف بيعه في العديد من البلدان.
يمكن استخدام استرات الناندرولون بصفتها شكلًا من أشكال العلاج المعيض للأندروجين لدى الرجال، ولكنها لم تُستخدم عمومًا لهذا الغرض، وإنما استُخدِمَت في معظم الحالات عواملَ ابتنائية. يُستخدم دواء ديكانوات الناندرولون بجرعات منخفضة لتعويض للأندروجين لدى النساء بعد سن انقطاع الطمث للحفاظ على أو زيادة كثافة المعادن في العظام وتقليل خطر الإصابة بهشاشة العظام. تعتبر ديكانوات الناندرولون أحد الأندروجينات الثلاثة المعتمدة في إعاضة الأندروجين لدى النساء بعد سن انقطاع الطمث، أمّا الأندروجينات الأخرى فهي التستوستيرون (واستراته) والميثيلستوستيرون. اقتُرِح مؤخرًا استخدام استرات الناندرولون لعلاج نقص الأندروجين لدى الرجال بسبب رجحان تأثيراته الابتنائية على تأثيراته الأندروجينية، وبالتالي انخفاض خطر فقدان شعر الرأس وتضخم البروستات وسرطان البروستات المشاهد عند استخدام التستوستيرون. خضعت استرات الناندرولون ومركبات أخرى مثل التريستولون ولا ديكانوات الديميثاندرولون باعتبارها دواء معيضًا للأندروجين في نظم منع الحمل الذكرية.

## الاستخدامات غير الطبية
يستخدم لاعبو كمال الأجسام والرياضيون ورافعو الأثقال ديكانوات الناندرولون؛ بهدف تحسين شكل جسمهم وأدائهم. وتُعتبر أحد أكثر أنواع الستيرويدات الابتنائية القابلة للحقن شيوعًا في جميع أنحاء العالم، وقيل إن استرات الناندرولون هي النوع الأكثر استخدامًا من قبل لاعبي كمال الأجسام في المجال الرياضي، ويرجع ذلك جزئيًا إلى رجحان تأثيراتها الابتنائية على التأثيرات الأندروجينية، وبسبب تأثيراتها الجانبية الأندروجينية والإستروجينية الضئيلة.

## موانع الاستخدام
تشمل مضادات استخدام ديكانوات الناندرولون: الحمل والرضاعة الطبيعية وسرطان البروستات وسرطان الثدي الذكري  وسرطان الثدي لدى النساء اللاتي يعانين من فرط كالسيوم الدم وفرط الحساسية (لديكانوات الناندرولون أو للسواغ المستخدم مثل زيت الفول السوداني، وهذا يشمل من يتحسس بسبب الفول السوداني وفول الصويا) والكلاء والتهاب الكلى وأمراض الكبد التي يضعف فيها إطراح البيلروبين وقصور القلب. يمكن أيضًا اعتبار الجرعات العالية مضاد استخدام عند النساء بسبب التأثيرات التذكيرية للناندرولون.

## التأثيرات الجانبية
تعتمد التأثيرات الجانبية لديكانوات الناندرولون على الجرعة ومدة العلاج والحساسية الفردية. وقد لوحظ عدد من التأثيرات الجانبية الشائعة غير الشائعة والنادرة للدواء بالجرعات الموصى بها. يعتبر التأثير الجانبي الأكثر شيوعًا لديكانوات الناندرولون هو التأثيرات التذكيرية عند النساء. وتتضمن التأثيرات الجانبية غير الشائعة في الجرعات الموصى بها: احتباس السوائل وتثبيط تكوين الحيوانات المنوية وضمور الخصية وضعف الانتصاب والتثدي وزيادة وتيرة انتصاب القضيب وزيادة حجم القضيب عند الفتيان قبل البلوغ وتضخم البظر عند الإناث وزيادة نمو شعر العانة وندرة الطمث وانقطاع الطمث وفرط شحوم الدم وانخفاض الكوليسترول الحميد وارتفاع الهيموغلوبين (إلى مستويات عالية غير طبيعية) وارتفاع ضغط الدم والغثيان والتهاب البربخ وتهيج المثانة وانخفاض تدفق البول وتضخم البروستات الحميد والقساح (الانتصاب الدائم) وانغلاق المشاش الباكر (عند الأطفال) والعد. تشمل الآثار الجانبية النادرة: اضطراب وظائف الكبد واليرقان والفرفرية الكبدية وأورام الكبد والبشرة الدهنية والشعر الدهني والطفح الجلدي والحكة والطفح الظاهر والشرى في موقع الحقن والدمامل. وقد تحدث تفاعلات موضعية في موقع الحقن أيضًا.
لا يرتبط استخدام ديكانوات الناندرولون بسمية الكبد على عكس الستيرويدات البانية التي ترتبط بألكيل في الموضع ألفا 17 مثل ميثيل التستوستيرون.

### التذكير
يؤدي استخدام ديكانوات الناندرولون إلى إحداث تغيرات تذكيرية كتأثيرات جانبية شائعة لدى النساء، وهذا يتضمن: العد وخشونة الصوت والشعرانية (نمو مفرط لشعر الوجه/ الجسم) وتغيرات الرغبة الجنسية وغيرها من التأثيرات، ويعتبر تضخم البظر أحد الأعراض التذكيرية غير الشائعة لاستخدام ديكانوات الناندرولون. يظهر التذكير بوضوح عند استخدام جرعات عالية من ديكانوات الناندرولون و/ أو مع العلاج طويل الأجل بها، وقد تكون بعض أعراض التذكير غير قابلة للعكس كالصوت العميق مثلًا، وفي هذا المثال تكون بحة الصوت أولى علامات التبدلات الصوتية. وعلى الرغم من اعتبار تأثيرات ديكانوات الناندرولون الأندروجينية ضئيلة، ولكنها ما تزال تتسبب بتغيرات تذكيرية بالجرعات الموصى بها عند النساء خاصةً مع علاج طويل الأمد بها. لوحظ وجود نسبة ضئيلة غير مهمة إحصائيًا من التغيرات التذكيرية لدى النساء اللاتي عولجن بديكانوات الناندرولون على المدى القصير بجرعة 100 ملغ كل أسبوعين لمدة 12 أسبوعًا. على العكس من ذلك، أظهرت الدراسات طويلة الأجل (> سنة) نسبة كبيرة مهمة للتذكير لدى النساء المعالجات بجرعة 50 ملغ كل أسبوعين أو 3 أسابيع.

## فرط الجرعة
كانت السمية الحادة لاسترات الناندرولون في الحيوانات والحمير منخفضة للغاية، ولم تُسجل حالات لجرعات مفرطة حادة من ديكانوات الناندرولون لدى البشر. لا توجد توصيات محددة للتعامل مع ديكانوات الناندرولون.